# Зелёная (река, впадает в Азовское море)
Зелёная (укр. Зелена) — река на Украине, протекает в пределах Мангушского района Донецкой области и Бердянского района Запорожской области. Впадает в Азовское море.

## Описание
Зелёная берёт начало севернее села Червоное Поле. Течёт преимущественно на юг, частично — на юго-восток. Впадает в Азовское море у южной окраины села Урзуф.
Длина реки составляет 23 км, площадь бассейна 253 км². Уклон реки — 2,6 м/км. Долина сравнительно глубокая (особенно в нижнем течении), местами изрезанная балками и оврагами. Русло слабо извилистое (в низовьях более извилистое), в верховье пересыхает. На реке сооружено небольшое водохранилище. Правый приток — балка Каменистая. На правом берегу Зелёной расположен курган Могила-Чапохма.